# ショール

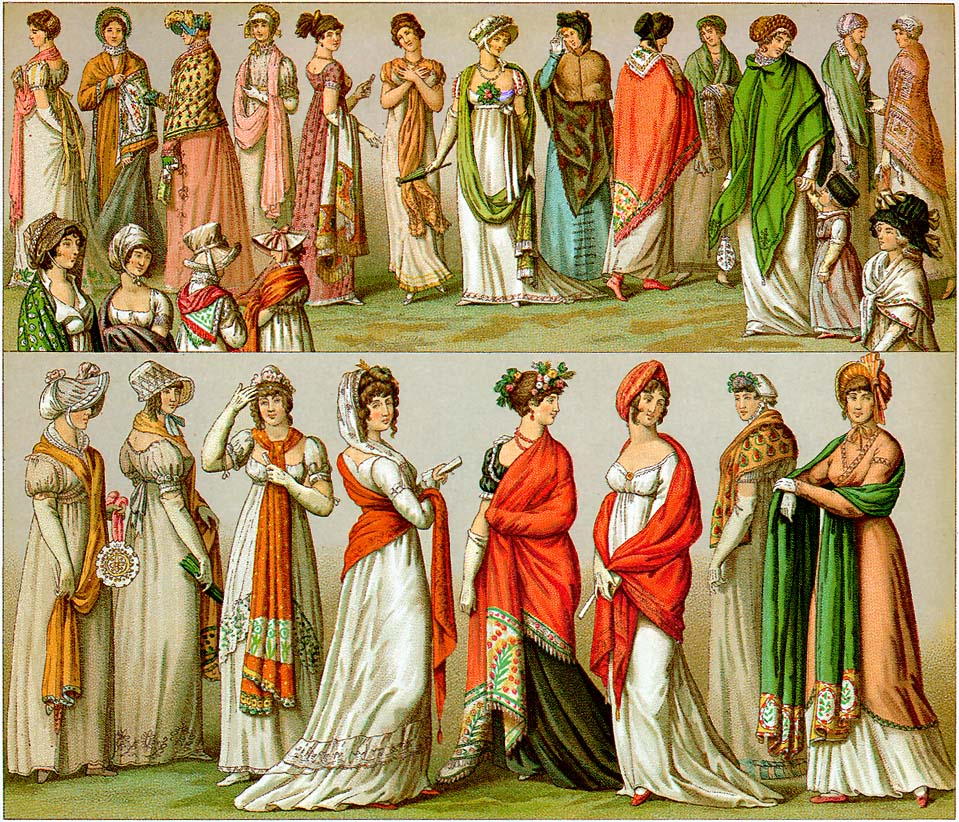
19世紀フランスのさまざまなショール

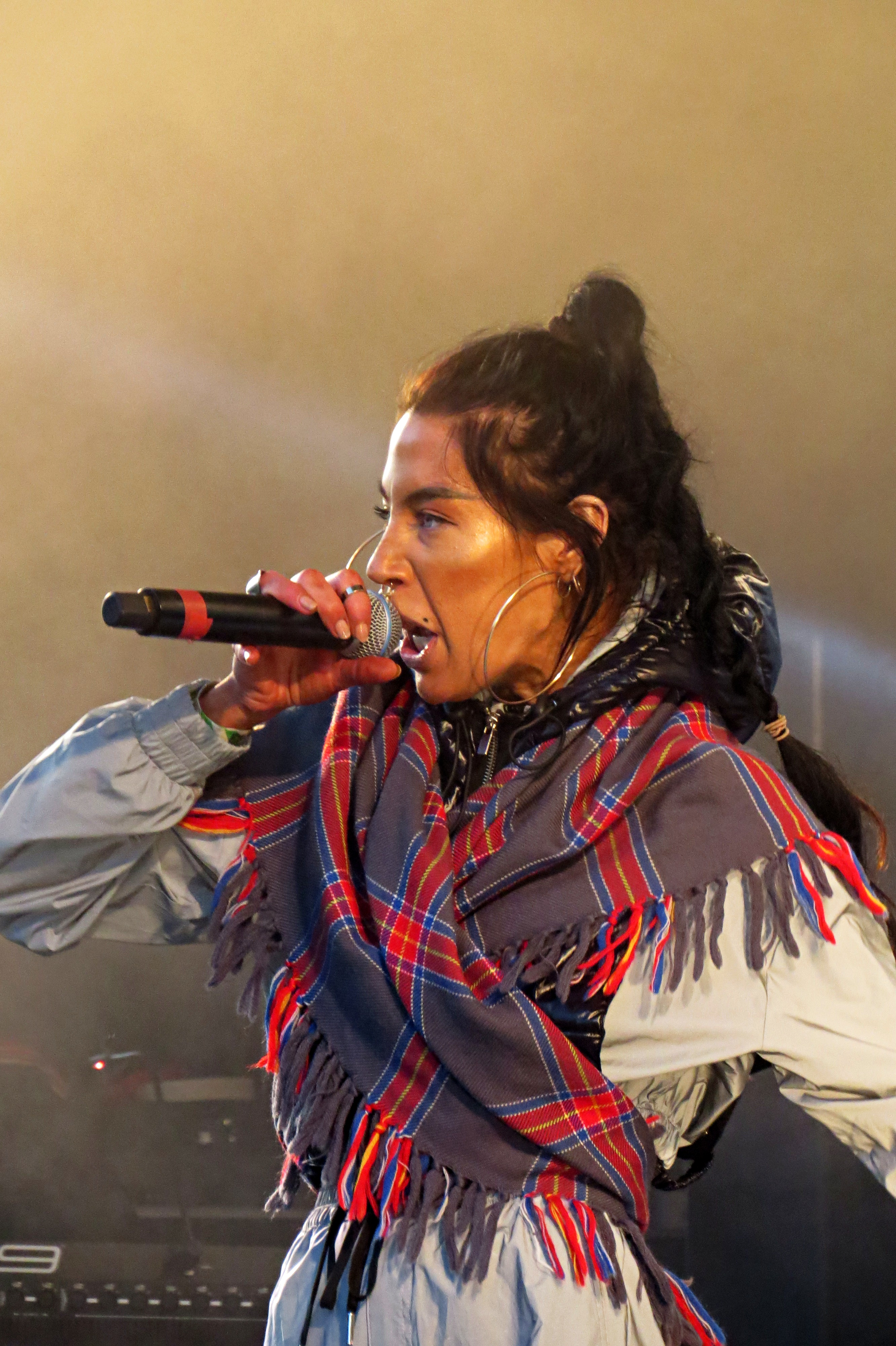
伝統的なショールを身に着けて歌う現代の女性歌手。これは織物。

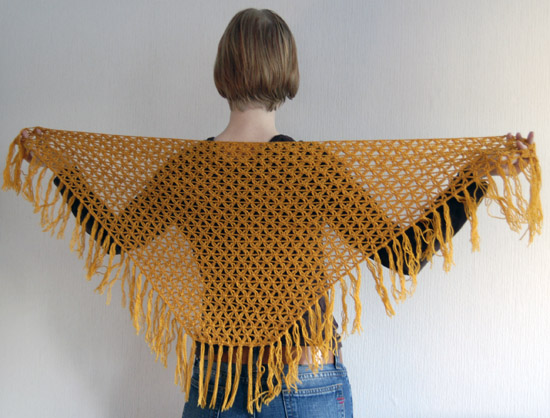
三角形の編物のショールの例

ショール（shawl, 語源はペルシア語のشال, Shāl）は、衣類の一種であり、肩にかけたり、頭からかぶったりして着用する。通常は四角形をした布で三角形になるように折って使うが、最初から三角形のものもある。
ショールの主な機能は肩や背中あたりが冷えるのを防ぐ防寒であるが、ファッションの機能も兼ね備えている。ユダヤ教徒の男性が着用するタッリートの場合は、宗教的な意味合いを持っている。

## 歴史
インドのカシミール地方の男性の伝統的な衣装が発祥である。ショールの語源は「1枚の大きな布」を意味し、肩掛け、マント、ベール、毛布と、気候に合わせて様々に用いられた。
15世紀、カシミヤ・ショールがインドからヨーロッパに伝わり、ロンドンで人気が高まった。19世紀、薄着のシュミーズ・スタイルが流行していたパリで紹介されると、保温性にすぐれたショールは大流行となった。カシミヤ・ショールは高価だったため、18世紀末よりスコットランドのエディンバラで木綿や交織の品が製造されるようになり、1802年よりペイズリーの町で作られるようになった。
1820年代にパフ・スリーブのロマンティックなドレスが流行すると、スカートの膨らみを損なわないように、正方形のショールを三角に折って羽織るスタイルが流行した。1850年代に登場したスカートが大きく広がったクリノリン・スタイルでは、大型の長方形のショールが合わせられた。その後、1870年頃から流行した腰を膨らませたバッスル・スタイルでは、ショールがスカートのシルエットを隠してしまうことから次第に使われなくなった。

### 日本
明治中頃、ウールが国産されるようになり、着物に大判の防寒用ショールを羽織る様子が以後よく見られるようになった。大正時代には、輸出用として織られていた仏蘭西縮緬やメリヤスが輸出止めになり、それを用いて国内用にショールが作成された。